# Jackson Island
Jackson Island är en ö i Kanada.   Den ligger i territoriet Nunavut, i den östra delen av landet, 2 200 km norr om huvudstaden Ottawa. Arean är 26,3 kvadratkilometer.
Terrängen på Jackson Island är lite kuperad. Öns högsta punkt är 461 meter över havet. Den sträcker sig 6,0 kilometer i nord-sydlig riktning, och 9,2 kilometer i öst-västlig riktning.
Trakten runt Jackson Island är nära nog obefolkad, med mindre än två invånare per kvadratkilometer.